# Mononoke (serie animata)
Mononoke (モノノ怪?) è una serie televisiva anime diretta da Kenji Nakamura e prodotta da Toei Animation, andata in onda in Giappone su Fuji Television dal luglio al settembre 2007 all'interno del contenitore noitaminA. È uno spin-off dell'anime Ayakashi: Japanese Classic Horror, trasmesso l'anno precedente nel medesimo blocco, e in particolare costituisce un sequel della storia narrata negli ultimi tre episodi (Bakeneko). La serie è stata particolarmente apprezzata per il suo stile visivo, dal character design all'uso di filtri in computer grafica per simulare la texture della carta washi. Nel 2020 si è aggiudicata il primo posto nei sondaggi di popolarità dei programmi noitaminA per la categoria anni 2005-2009.
Nel 2022, in occasione del quindicesimo anniversario della serie, è stato annunciato un film anime basato sulla serie prodotto da Twin Engine EOTA, rivelatosi in seguito il primo di una trilogia. Il primo film, intitolato Lo spirito nella pioggia, è uscito nelle sale giapponesi il 26 luglio 2024, seguito il 14 marzo seguente dal secondo, Le ceneri dell'ira, mentre il terzo, La maledizione del serpente, è previsto per la primavera 2026.
Dalla serie sono stati tratti anche un adattamento manga, illustrato da Yaeko Ninagawa e pubblicato tra il 2007 e il 2019 prima da Square Enix e poi da Tokuma Shoten con North Stars Pictures, e due romanzi scritti da Niki Hideyuki, editi da Kadokawa nel 2022 e nel 2024.

## Trama
Nel Giappone del periodo Edo, uno speziale va a caccia di Mononoke, creature sovrannaturali nate da spiriti Ayakashi nutriti delle passioni negative degli umani. Per esorcizzare un Mononoke e dargli in questo modo riposo si serve della sua Spada degli Esorcismi (退魔の剣?, Taima no ken), ma per sguainarla deve prima apprendere tre informazioni su di esso: la Forma (形?, Katachi), la Verità (真?, Makoto) e il Rimpianto (理?, Kotowari).

## Produzione
La serie è stata prodotta da Toei Animation come sequel del serial in tre puntate Bakeneko (化猫?), che venne trasmesso nel marzo 2006 come parte dell'anime Ayakashi: Japanese Classic Horror registrando un notevole numero di ascolti per un programma di seconda serata, con un picco pari al 5,0%. Per la produzione dell'anime è stato riunito lo staff originale: Kenji Nakamura per la regia, Takashi Hashimoto per il character design e Takashi Kurahashi per la direzione artistica.

## Media

### Anime

#### Serie televisiva
In Giappone la serie è stata trasmessa su Fuji Television di venerdì nella fascia oraria compresa tra le 00:45 e le 01:15 nel contenitore noitaminA, dal 13 luglio al 28 settembre 2007 per dodici episodi in totale. L'anime si compone di cinque storie, ciascuna recante il nome del Mononoke in essa affrontato: Zashikiwarashi, Umibozu, Nopperabou, Nue e Bakeneko.
In Italia i primi tre episodi sottotitolati vennero mostrati il 30 gennaio 2009 al Future Film Festival. La serie è stata pubblicata da Dynit con sottotitoli su VVVVID il 10 aprile 2020. Successivamente è stata resa disponibile anche su Prime Video e Netflix, rispettivamente il 17 maggio e il 15 luglio 2024.

##### Episodi
| Nº | Titolo italiano Giapponese 「Kanji」 - Rōmaji                            | In onda           | In onda |
| Nº | Titolo italiano Giapponese 「Kanji」 - Rōmaji                            | Giapponese        |         |
| 1  | Zashikiwarashi - prima parte 「座敷童子 前編」 - Zashiki-warashi zenpen  | 13 luglio 2007    |         |
| 2  | Zashikiwarashi - seconda parte 「座敷童子 後編」 - Zashiki-warashi kōhen | 20 luglio 2007    |         |
| 3  | Umibozu 「海坊主 序ノ幕」 - Umibōzu jo no maku                           | 27 luglio 2024    |         |
| 4  | Umibozu - secondo atto 「海坊主 二ノ幕」 - Umibōzu ni no maku            | 3 agosto 2007     |         |
| 5  | Umibozu - atto finale 「海坊主 大詰め」 - Umibōzu ōzume                  | 10 agosto 2007    |         |
| 6  | Nopperabou - prima parte 「のっぺらぼう 前編」 - Nopperabō zenpen        | 17 agosto 2007    |         |
| 7  | Nopperabou - seconda parte 「のっぺらぼう 後編」 - Nopperabō kōhen       | 24 agosto 2007    |         |
| 8  | Nue - prima parte 「鵺 前編」 - Nue zenpen                               | 31 agosto 2007    |         |
| 9  | Nue - seconda parte 「鵺 後編」 - Nue kōhen                              | 7 settembre 2007  |         |
| 10 | Bakeneko 「化猫 序ノ幕」 - Bakeneko jo no maku                           | 14 settembre 2007 |         |
| 11 | Bakeneko - secondo atto 「化猫 二ノ幕」 - Bakeneko ni no maku            | 21 settembre 2007 |         |
| 12 | Bakeneko - atto finale 「化猫 大詰め」 - Bakeneko ōzume                  | 28 settembre 2007 |         |

##### Home video
L'edizione home video giapponese della serie in formato DVD è stata prodotta da Asmik Ace Entertainment e messa in commercio da Kadokawa tra il 26 ottobre 2007 e il 22 febbraio 2008.
| Nº | Titolo         | Data             | Dischi | Episodi | Fonti  |
| -- | -------------- | ---------------- | ------ | ------- | ------ |
| 1  | Zashikiwarashi | 26 ottobre 2007  | 1      | 1-2     | [ 14 ] |
| 2  | Umibozu        | 22 novembre 2007 | 1      | 3-5     | [ 14 ] |
| 3  | Nopperabou     | 21 dicembre 2007 | 1      | 6-7     | [ 14 ] |
| 4  | Nue            | 25 gennaio 2008  | 1      | 8-9     | [ 14 ] |
| 5  | Bakeneko       | 22 febbraio 2008 | 1      | 10-12   | [ 14 ] |

Dall'8 aprile 2009 Kadokawa ha distribuito un cofanetto formato DVD edito sempre da Asmik Ace contenente la serie completa più l'originale Bakeneko del 2006. Successivamente è stato pubblicato anche in formato Blu-ray il 6 aprile 2011.
| Formato | Data          | Dischi | Episodi                     | Fonti  |
| ------- | ------------- | ------ | --------------------------- | ------ |
| DVD     | 8 aprile 2009 | 2      | Ayakashi 9-11 Mononoke 1-12 | [ 14 ] |
| BD      | 6 aprile 2011 | 3      | Ayakashi 9-11 Mononoke 1-12 | [ 14 ] |

##### Colonna sonora
La colonna sonora della serie, composta da Yasuharu Takanashi, si compone di quattordici tracce ed è stata pubblicata il 19 settembre 2007 in formato CD sotto l'etichetta Sony Music Associated Records. La sigla di apertura è Kagen no tsuki (下弦の月?) di Ryōta Komatsu e Charlie Kosei, mentre quella di chiusura è Natsu no hana (ナツノハナ?) di JUJU.

#### Trilogia cinematografica
Il 18 giugno 2022, all'interno di una diretta streaming per il quindicesimo anniversario dell'anime, è stato annunciato un film basato sulla serie che avrebbe presentato una storia inedita. Kenji Nakamura è tornato alla regia, con lo studio Twin Engine EOTA incaricato della produzione. Sebbene fosse stato inizialmente annunciato che Takahiro Sakurai, il doppiatore del protagonista nella serie, avrebbe ripreso il ruolo nel film, a seguito di una controversia è stato ingaggiato Hiroshi Kamiya al suo posto. Il film, dal titolo Mononoke - Il film: Lo spirito nella pioggia (劇場版モノノ怪 唐傘?, Gekijōban Mononoke - Karakasa) e originalmente previsto per il 2023, è stato distribuito nei cinema giapponesi da Twin Engine e Giggly Box a partire dal 26 luglio 2024. È stato anche mostrato al Fantasia International Film Festival il 20 luglio 2024, aggiudicandosi il premio Satoshi Kon per il miglior film e il terzo posto nelle premiazioni del pubblico per il miglior film animato. Netflix ha acquisito i diritti per la distribuzione internazionale del film e lo ha pubblicato il 28 novembre 2024 con doppiaggi disponibili in varie lingue, tra cui l'italiano.
Il 28 luglio 2024 è stato rivelato che a Lo spirito nella pioggia sarebbero seguiti altri due film, a comporre una trilogia. Il secondo film, intitolato Mononoke - Il film 2: Le ceneri dell'ira (劇場版モノノ怪 第二章 火鼠?, Gekijōban Mononoke - Dai ni shō - Hinezumi), è uscito nelle sale giapponesi il 14 marzo 2025. L'edizione italiana è stata pubblicata su Netflix il 14 agosto seguente. Il terzo e ultimo film, dal titolo Mononoke - Il film 3: La maledizione del serpente (劇場版モノノ怪 第三章 蛇神?, Gekijōban Mononoke - Dai san shō - Hebigami), è previsto per la primavera 2026.

### Manga
Un manga tratto dalla serie, illustrato da Yaeko Ninagawa, è iniziato il 17 agosto 2007 sulla rivista Young Gangan di Square Enix e si è interrotto il 1º agosto 2008 dopo aver adattato l'originale Bakeneko di Ayakashi. I capitoli fino a quel momento rilasciati sono stati raccolti in due tankōbon, pubblicati il 25 gennaio e il 25 settembre 2008. Il manga è ripreso il 25 settembre 2013 con l'adattamento di Umibozu, ora sulla rivista Gekkan Comic Zenon di Tokuma Shoten e North Stars Pictures. Successivamente sono state serializzate sulla medesima rivista le trasposizioni a fumetti di Zashikiwarashi, Nue, Nopperabou e infine Bakeneko. L'ultimo capitolo è stato pubblicato il 25 giugno 2019 nel numero di agosto. Tra il 2014 e il 2019 il manga è stato distribuito a volumi nella linea Comic Zenon; anche i primi due tankōbon originali sono stati ripubblicati in un volume unico il 20 dicembre 2018.

#### Volumi
- Mononoke (Square Enix - Young Gangan Comics)

| Nº | Data di prima pubblicazione | Data di prima pubblicazione | Data di prima pubblicazione |
| Nº | Giapponese                  | Giapponese                  |                             |
| -- | --------------------------- | --------------------------- | --------------------------- |
| 1  | 25 gennaio 2008             | ISBN 9784757522114          |                             |
| 2  | 25 settembre 2008           | ISBN 9784757523883          |                             |

- Mononoke - Umibozu (Tokuma Shoten, North Star Pictures - Zenon Comics)

| Nº    | Data di prima pubblicazione | Data di prima pubblicazione | Data di prima pubblicazione |
| Nº    | Giapponese                  | Giapponese                  |                             |
| ----- | --------------------------- | --------------------------- | --------------------------- |
| 1 (3) | 19 luglio 2014              | ISBN 9784199802232          |                             |
| 2 (4) | 20 dicembre 2014            | ISBN 9784199802508          |                             |

- Mononoke - Zashikiwarashi (Tokuma Shoten, North Star Pictures - Zenon Comics)

| Nº    | Data di prima pubblicazione | Data di prima pubblicazione | Data di prima pubblicazione |
| Nº    | Giapponese                  | Giapponese                  |                             |
| ----- | --------------------------- | --------------------------- | --------------------------- |
| 1 (5) | 20 novembre 2015            | ISBN 9784199803109          |                             |

- Mononoke - Nue (Tokuma Shoten, North Star Pictures - Zenon Comics)

| Nº    | Data di prima pubblicazione | Data di prima pubblicazione | Data di prima pubblicazione |
| Nº    | Giapponese                  | Giapponese                  |                             |
| ----- | --------------------------- | --------------------------- | --------------------------- |
| 1 (6) | 19 novembre 2016            | ISBN 9784199803819          |                             |

- Mononoke - Nopperabou (Tokuma Shoten, North Star Pictures - Zenon Comics)

| Nº    | Data di prima pubblicazione | Data di prima pubblicazione | Data di prima pubblicazione |
| Nº    | Giapponese                  | Giapponese                  |                             |
| ----- | --------------------------- | --------------------------- | --------------------------- |
| 1 (7) | 20 novembre 2017            | ISBN 9784199804571          |                             |

- Mononoke - Bakeneko (Tokuma Shoten, North Star Pictures - Zenon Comics)

| Nº    | Data di prima pubblicazione | Data di prima pubblicazione | Data di prima pubblicazione |
| Nº    | Giapponese                  | Giapponese                  |                             |
| ----- | --------------------------- | --------------------------- | --------------------------- |
| 1 (8) | 20 dicembre 2018            | ISBN 9784199805400          |                             |
| 2 (9) | 20 settembre 2019           | ISBN 9784199805936          |                             |

### Romanzi
Un romanzo basato sulla storia di Umibozu era originalmente previsto per essere pubblicato da Square Enix il 25 gennaio 2008, in concomitanza con l'uscita del primo volume del manga, ma è stato posticipato a data indefinita a causa di problemi di produzione insorti nelle fasi finali per via di modifiche ai contenuti e alla fine è rimasto inedito. Il libro, scritto dalla sceneggiatrice Michiko Yokote con copertina illustrata dal character designer Takashi Hashimoto, si sarebbe distaccato dall'opera originaria e avrebbe introdotto nuovi personaggi.
Niki Hideyuki ha scritto due romanzi ispirati all'anime, entrambi pubblicati da Kadokawa nella linea Kadokawa Bunko. Il primo, intitolato Mononoke ~Shu~ (モノノ怪　執?), è stato pubblicato il 10 giugno 2022 e consta di sei capitoli autoconclusivi: Kamaitachi, Kamehime, Tamamo no Mae, Fuguruma yōhi, Tōtetsu e Nupperahofu. Il secondo, dal titolo Mononoke ~Oni~ (モノノ怪　鬼?), è stato pubblicato il 13 giugno 2024 e narra un'unica storia divisa in quattro capitoli: Ushi-oni, Enenra, Wanyūdō e Oni Gozen.